# Distrito de Pune
Pune (en maratí: पुणे जिल्हा) es un distrito de India, parte de la división de Pune en el estado de Maharastra. 
Comprende una superficie de 15.642 km².
El centro administrativo es la ciudad de Pune.

## Demografía
Según censo 2011 contaba con una población total de 9'426.959 habitantes.

## Localidades
- Aamby Valley City